# Richard Dreyfuss
Richard Stephen Dreyfuss (Brooklyn, Nova Iorque, 29 de outubro de 1947) é um ator estadunidense melhor conhecido por seus trabalhos nas décadas de 1970 a 1990. Dreyfuss venceu diversos prêmios por seus papéis durante os anos. Em 1978, levou a estatueta de Oscar de melhor ator por The Goodbye Girl e foi nomeado em 1995 por Mr. Holland's Opus. Ele também venceu um Globo de Ouro de melhor ator em filme dramático, um Prêmio BAFTA e foi ainda nomeado, em 2002, para um Prêmios Screen Actors Guild por melhor performance em série dramática.

## Filmografia
- 2025 - Into the Deep
- 2019 - Daughter of the Wolf
- 2019 - A Última Gargalhada (br/pt: A Última Gargalhada)
- 2018 - Book Club
- 2010 - Red (br/pt: RED - Aposentados e perigosos)
- 2009 -  My Life in Ruins (br: Falando Grego)
- 2008 - W. (filme)
- 2006 - Poseidon (br/pt: Poseidon)
- 2006 - Stephen Fry: The Secret Life of the Manic Depressive
- 2004 - Silver City (br: Silver City / pt: Em campanha)
- 2001 - Who Is Cletis Tout? (br: O alvo errado  / pt:)
- 2001 - The Old Man Who Read Love Stories
- 2000 - The Crew (br: Mafiosos em Apuros)
- 1998 - Krippendorf's Tribe (br: A tribo dos Krippendorf / pt:)
- 1997 - Night Falls on Manhattan (br: Sombras da lei / pt: O lado obscuro da lei)
- 1996 - Mad Dog Time (br: Prazer em matar-te / pt:)
- 1996 - James and the Giant Peach (br: James e o pêssego gigante / pt:)
- 1995 - Mr. Holland's Opus (br: Mr. Holland - Adorável professor / pt:)
- 1995 - The American President (br: Meu querido presidente / pt: Uma noite com o presidente)
- 1995 - The Last Word (br: A última palavra / pt:)
- 1994 - Silent Fall (br: Testemunha do silêncio / pt:)
- 1993 - Another Stakeout (br: Uma nova tocaia / pt:)
- 1993 - Lost in Yonkers (br: Proibido amar / pt:)
- 1991 - What About Bob? (br: Nosso querido Bob / pt: Que se passa com Bob?)
- 1991 - Prisoner of Honor (br:)
- 1991 - Once Around' (br: Meu querido intruso / pt: O intruso adorável)
- 1990 - Postcards from the Edge (br: Lembranças de Hollywood / pt: Recordações de Hollywood)
- 1990 - Rosencrantz & Guildenstern Are Dead (br: Rosencrantz e Guildenstern estão mortos / pt:)
- 1989 - Always (br: Além da eternidade / pt: Sempre)
- 1989 - Let It Ride (br: A grande barbada / pt:)
- 1988 - Moon Over Parador (br: Luar sobre Parador / pt:)
- 1987 - Nuts (br: Querem me enlouquecer / pt: Louca)
- 1987 - Stakeout (br: Tocaia / pt: Debaixo de olho)
- 1987 - Tin Men (br: Os rivais / pt:)
- 1986 - Stand by Me (br / pt: Conta comigo)
- 1986 - Down and Out in Beverly Hills (br: Um vagabundo na alta roda / pt:)
- 1984 - The Buddy System (br: Amigos & amantes / pt:)
- 1981 - Whose Life Is It Anyway? (br: Por que eu mentiria? / pt: De quem é a vida, afinal?)
- 1980 - The Competition (br: A competição / pt:)
- 1978 - The Big Fix (br:)
- 1977 - The Goodbye Girl (br: A garota do adeus / pt:)
- 1977 - Close Encounters of the Third Kind (br: Contatos imediatos do terceiro grau / pt: Encontros imediatos do terceiro grau)
- 1976 - Victory At Entebbe (br: Vitória em Entebe / pt:)
- 1975 - Jaws (br: Tubarão / pt: O tubarão)
- 1975 - Inserts (br: Inserts / pt:)
- 1974 - The Second Coming of Suzanne (br:)
- 1974 - The Apprenticeship of Duddy Kravitz (br: O grande vigarista / pt:)
- 1973 - Dillinger (pt: Dillinger)
- 1973 - American Graffiti (br: Loucuras de verão / pt: Nova geração)
- 1969 - Hello Down There (br: Uma casa como poucas / pt:)
- 1968 - The Young Runaways (br:)
- 1967 - The Graduate (br: A primeira noite de um homem / pt: A primeira noite)
- 1967 - Valley of the dolls (br: O vale das bonecas)

## Prêmios e indicações

### Oscar
- Recebeu duas indicações na categoria de Melhor Ator, por A garota do adeus, em 1977, e por Mr. Holland - Adorável professor, em 1995; venceu por A garota do adeus.

### Globo de Ouro
- Recebeu uma indicação na categoria de Melhor Ator - Drama, por Mr. Holland - Adorável professor, em 1995.
- Recebeu duas indicações na categoria de Melhor Ator - Comédia / Musical, por Loucuras de verão, em 1973, e por A garota do adeus, em 1977; venceu por A garota do adeus.
- Recebeu uma indicação na categoria de Melhor Ator (coadjuvante/secundário), por Querem me enlouquecer, em 1987.

### BAFTA
- Recebeu duas indicações na categoria de Melhor Ator, por A garota do adeus, em 1977 e por Tubarão, em 1975; venceu por A garota do adeus.

### Framboesa de Ouro
- Recebeu uma indicação na categoria de Pior Ator, por A competição, em 1980.